# Per Anders häran
Per Anders häran är ett skär i Åland (Finland). Det ligger i Skärgårdshavet och i kommunerna Vårdö, Kumlinge och Saltvik i landskapet Åland, i den sydvästra delen av landet. Ön ligger omkring 47 kilometer nordöst om Mariehamn och omkring 240 kilometer väster om Helsingfors.
Öns area är 4,1 hektar och dess största längd är 370 meter i nord-sydlig riktning. Trakten är glest befolkad. Närmaste större samhälle är Vårdö, 18,5 km sydväst om Per Anders häran.